# Zink-Nickel-Beschichtung
Die biegefähige Zink-Nickel-Beschichtung ist ein galvanisches Beschichtungsverfahren, bei dem die Beschichtung nach dem Aufbringen umgeformt oder gebogen werden kann. Die Beschichtung dient dem Korrosionsschutz, der auch nach der Umformung gewährleistet ist.

## Werkstoffe
Als Beschichtungswerkstoff bzw. Grundwerkstoff oder Trägermaterialien (Substrate) für Zink-Nickel-Schichten kommen Stahl/Eisenmetalle in Frage.

## Grundprinzip der Zink-Nickel-Beschichtung
Zink-Nickel-Überzüge werden abgeschieden mittels Elektrolyse. Dabei wird an eine leitfähige, Metallionen enthaltende Lösung Spannung angelegt, wodurch sich an den Elektroden eine metallische Schicht abscheidet. Als Kathoden fungieren bei der metallischen Abscheidung die Bauteile, deren Beschichtung erwünscht ist.

## Entwicklung der Zink-Nickel-Legierungsschicht zur Beschichtung
Die Entwicklung der Zink-Nickel-Beschichtung resultierte in den 1980er Jahren aus den steigenden Anforderungen, die insbesondere die Automobilindustrie an den Korrosionsschutz gegen Temperatur-, Streusalz- und Klimabelastungen stellt. Zink-Nickel-Beschichtungen werden dann eingesetzt, wenn die klassische galvanische Verzinkung durch hohe Temperaturen oder aggressive Umweltbedingungen an ihre Grenzen stößt. Die Nickel-Einbauraten der Zink-Nickel-Legierungsschichten liegen bei ca. 10–15 %.
Ein weiterer Grund für den Einsatz von Zink-Nickel-Schichten ist deren Verträglichkeit mit Aluminium. Mit dem zunehmenden Einsatz von Anbauteilen oder gar Karosserieteilen aus Aluminium war eine Alternativlösung zu Zinkschichten nötig, denn Zink führt im Kontakt mit Aluminium zu Lochfraß (Kontaktkorrosion mit Aluminium). Mit Zink-Nickel-Schichten versehene Stahlbauteile hingegen verhindern die Kontaktkorrosion mit Aluminium.
Die speziellen Anforderungen an die Beschichtungen werden von der Automobilindustrie mit  Normen geregelt, die bspw. den erforderlichen Korrosionsschutz vorgeben (Beispiel: 720 Stunden im Salzsprühtest ohne Bildung von Rotrost).

## Besonderheiten der biegefähigen Zink-Nickel-Beschichtung

### Aufbringen einer biegefähigen Zink-Nickel-Schicht
Die biegefähige, verformbare Zink-Nickel Legierungsschicht weist Einbauraten von 12–15 % Nickel auf und wird elektrolytisch abgeschieden. Auch bei geringen Schichtstärken von 6–10 µm wird ein hoher Korrosionsschutz erreicht. Durch den Einsatz eines speziellen Elektrolyten in Verbindung mit eng definierten Badführungsparametern werden bei dem Zink-Nickel-Verfahren gezielt Kristallstruktur, Korngröße und Streckgrenze der Abscheidung verändert.
So entsteht eine duktile, umformbare, biegefähige Zink-Nickel-Legierungsoberfläche.

### Besonderheiten nach der Beschichtung
Rohrleitungen und Blechteile wie Spindelrohe oder Magnetgehäuse sowie andere Bauteile können auch nach der Beschichtung mit biegefähigem Zink-Nickel gebogen, umgeformt oder gebördelt werden. Es ist keine zusätzliche Versiegelung nötig. Der Korrosionsschutz ist auch nach dem Beschichtungs- und Umformprozess vollumfänglich gewährleistet (im Salzsprühtest 720 Stunden ohne Rotrost) und erfüllt damit die gängigen Automobilnormen.
Bei mit konventionellen, transparent passivierten Zink-Nickel-Verfahren beschichteten Teilen kann bei der Verformung die Beschichtung aufreißen und abplatzen, wodurch die Korrosionsbeständigkeit sinkt. Daher werden häufig bereits vorgeformte Teile beschichtet.
Wird biegefähiges Zink-Nickel verwendet, können Rohrleitungen und ähnliche Produkte im geraden bzw. im Ursprungszustand beschichtet werden. Da gerade Rohre einfacher zu lagern, zu handhaben und zu transportieren sind als gebogene, verringert es den Handlingsprozess und -aufwand, wenn der Umformungsprozess nach der Beschichtung stattfindet. Gebogene Rohre müssen während des Beschichtungsprozesses mit Stopfen verschlossen werden, um das Eindringen von Flüssigkeit zu vermeiden, da diese Flüssigkeit sonst eine Korrosion im Inneren der Rohrleitung auslöst. Zudem können die Gestellanlagen (Warenträger) der Beschichtungsanlagen mit geraden Rohren effizienter belegt werden, so dass in einem Arbeitsgang höhere Stückzahlen beschichtet werden.

## Nachbehandlung von Zink-Nickel-Oberflächen
Nachbehandlungsoptionen können zum Einsatz kommen, um die nicht beschichteten Innenoberflächen von bspw. Rohren temporär vor Korrosion zu schützen. Durch einen spezielle Lösung, die nur mit der unbeschichteten Eisenoberfläche im Inneren reagiert, kann bspw. ein vier Wochen anhaltender Lagerschutz erreicht werden, ohne dass der Innenbereich korrodiert.

## Anwendung
Biegefähige Zink-Nickel-Schichten kommen vor allem in der Automobilindustrie (Automotive & Zulieferer) zum Einsatz, z. B. für Rohr- und Hydraulikleitungen sowie für gestanzte oder gebördelte Blechteile. Auch in der Hydraulikbranche (z. B. Öl- oder Kraftstoffleitungen) und im Maschinen- und Anlagenbau gibt es Anwendungen.